# Davide Bianchetti
Pour les articles homonymes, voir Bianchetti.
Davide Bianchetti, né le 8 mars 1977 à Brescia, est un joueur professionnel de squash représentant l'Italie. Il atteint en octobre 2004 la 24e place mondiale sur le circuit international, son meilleur classement. Il est champion d'Italie à cinq reprises entre 1999 et 2014.

## Biographie
Il est formé par son père Amadeo et obtient immédiatement d'excellents résultats chez les jeunes. Vainqueur de chaque classe d'âge au championnat d'Italie, il devient champion d'Italie senior à 18 ans. Lors du championnat du monde 2003 il bat le no 1 mondial Peter Nicol et atteint les quarts de finale où il s'incline face à l'Égyptien Karim Darwish. Doté d'un tempérament explosif, il est réputé pour des discussions enflammées avec les arbitres et fut exclu pour ce motif du championnat du monde 2011
.
Il fut pendant plus de dix ans le seul joueur italien à pouvoir participer aux championnats du monde et aux tournois les plus prestigieux.

## Palmarès

### Titres
- Santiago Open : 2007
- Championnats d'Italie : 5 titres (1996, 1997, 1998, 1999, 2014)[4]

### Finales
- Open des Pays-Bas : 2005